# Agonas
Agonas es un pueblo situado en las llanuras centrales de la región de las Tierras Bajas Occidentales de Albania. Es parte del condado de Tirana. En la reforma del gobierno local de 2015 pasó a formar parte del municipio Kavajë.